# Meng (Fluss)
Die Meng entspringt der Roten Wand, einer Felsformation in den Nordostabhängen des Naafkopfes, in etwa 2154 Metern Seehöhe. Sie fließt durch das Gamperdonatal (Mengschlucht) nach Norden, wo sie sich in der Vorarlberger Gemeinde Nenzing mit der Ill (Vorarlberg) vereinigt. Sie erreicht eine Länge von etwa 18 Kilometern. Linksseitig erheben sich die Berge der Galina-Gruppe, rechtsseitig liegt die Fundlkopf-Gruppe.

Turbinenanlage des 1897 eröffneten Mengbachwerks in Nenzing (1909)

An der Meng wurde 1897 von der Getzner Textil AG (damals Getzner, Mutter & Cie) das Mengbachwerk (Wasserkraftanlage) eröffnet.
Nach dem Hochwasser von 1910, das schwere Schäden im Ortsgebiet von Nenzing hinterließ, begann man dort mit der Errichtung umfangreicher Verbauungen, und war damit 1930 fertig. Seither gelang es, weitere Überflutungen besiedelten Gebietes zu verhindern. Mehrere heftige Hochwässer (z. B. 1999 und 2005), bei denen Verklausungen drohten, gaben Anlass, die Schutzbauten zu erweitern (Details siehe bei Mengschlucht).
Der Gampbach mit rund 5 Kilometern Länge kommt der Meng von linker Seite aus dem Gamptal, in welchem er in mehreren Kaskaden insgesamt über ca. 500 Meter hinunterstürzt, entgegen und vereinigt sich im Mittellauf mit ihr. Er fräst sich durch in den letzten Zwischeneiszeiten im Gamperdonatal abgelagerte, leicht erodierbare Schotterschichten, wodurch die Stufen entstehen.

## Name
Das Gewässer ist in einer Urkunde von 1391 als bach genant der máng erstgenannt. Noch lange Zeit hieß es der Meng.

## Zuflüsse
- Güfeltobelbach (links)
- Stafeldonbach (links)
- Plattenbach (rechts)
- Seebächle (rechts)
- Salaruelbach (Tschanlanzerbach) (rechts)
- Kunklertobel (links)
- Schmarzbächle (rechts)
- Virgloriabach (rechts)
- Trübbach (links)
- Grosstalbach (rechts)
- Weissbach (rechts)
- Sägebach (rechts)
- Dunkelbach (rechts)
- Gampbach (links)

## Wirtschaftliche Nutzung
siehe: Mengschlucht